# Elsa Miranda
Elsa Miranda fue una cancionista melódica y actriz puertorriqueña que también hizo su carrera en Argentina.

## Carrera
Miranda fue una talentosa vocalista femenina que interpretó temas como Adiós mariquita linda, Cariñoso junto a Desi Arnaz y su orquesta, Besos de fuergo, Sonata Fantasía, entre otros.
Fue una de las más populares modelos del concurso "Miss Chiquita Banana", por lo que hizo varias apariciones fílmicas en el extranjero así como también en comerciales y eventos junto a Arthur Fiedler y la Boston Pops Symphony Orchesta durante 1945 y 1946.
En la década de 1940 colaboró con el director italiano-estadounidense Alfredo Antonini y la Orquesta Pan American y acordeonista John Serry Sr. en el programa Viva America de la cadena Columbia Broadcasting System Radio en la ciudad de Nueva York, USA. También colaboraron con Miranda en el show:  los tenores Mexicanos Juan Arvizu y Nestor Mesta Chaires y el compositor argentino Terig Tucci
En 1947 trabajo en la radio puertorriqueña junto con figuras como Rafael Pont Flores, Elmo Torres Pérez, Pepito Torres y su Orquesta Siboney, el Dúo Rodríguez-De Córdova (Alicia y Adalberto, que se solían presentar por WEMB.
En Argentina trabajó en los films Captura recomendada de 1950 donde se lució como una intérprete de la música, y Ensayo final de 1955, en ellos compartió escenas con importantes figuras como Carlos Ginés, Gloria Ferrandiz, Ricardo Lavié, Margarita Corona, Eduardo Rudy, Nathán Pinzón, Alberto Closas, Santiago Gómez Cou y Nelly Panizza. En televisión se lució en el programa Tropicana Club, junto con Ángel Magaña, Carlos Castro "Castrito" y Mario Pocoví; Y en Comedias musicales de 1955 con Pedro Quartucci, Perla Alvarado, Ángel Eleta, Lita Moreno y Dorita Vernet. En el teatro hizo la obra Sonrisas y Melodías en 1952.

## Vida privada
Tuvo una larga relación con el músico argentino Joaquín Mora y con el cantor Andrés Falgás.